# Durvinha
Jovina Maria da Conceição Souto (Paulo Afonso, 1915 - Belo Horizonte, 28 de junho de 2008), pseudônimo de Durvalina Gomes de Sá, conhecida também como Durvinha. Foi uma das últimas sobreviventes mulher e integrante do grupo de cangaceiros de Lampião e Maria Bonita.

## Biografia

### Origem
Durvinha nasceu em Paulo Afonso - BA, filha de um fazendeiro local bem-sucedido que possuía duas propriedades rurais na cidade.

### Ingresso no cangaço
Durvinha ingressou no cangaço aos 15 anos, no início dos anos 1930, após proposta do cangaceiro Virgínio Fortunato da Silva, ex-cunhado de Lampião. Diferente de outras mulheres no cangaço que foram raptadas de suas famílias, Durvinha acompanhou o bando espontaneamente. Entretanto, este fato causou diversos transtornos a sua família, que teve suas propriedades incendiadas pelas forças volantes e foram ameaçados.
Após a morte de Virgínio, casou-se com o cangaceiro José Antônio Souto, nome falso de Moreno (cujo nome de batismo era Antônio Ignácio da Silva).

Durvinha é conhecida pela filmagem de Benjamin Abrahão Botto em 1936, na qual aponta um pequeno revólver para a câmera, ao lado de outros cangaceiros. No documentário "Os últimos cangaceiros", Durvinha fala sobre sua participação nas ações no bando: 
- A senhora atirou muito no cangaço?

- Não...eu tinha um medo danado de atirar.

### Vida após o cangaço
Após a morte de Lampião e a dispersão do bando em 28 de julho de 1938, o casal conseguiu se reunir sem grandes ferimentos na mata. Na época grávida, Jovina teve seu filho Inácio Carvalho Oliveira. Temendo ser encontrados pelas forças volantes, o casal doou o bebê com 30 dias para um padre na cidade de Tacaratu, Pernambuco, visto que o casal estava em fuga e não podia se trajar como cangaceiros ou assumir suas identidades.
O casal abandonou as peças de ouro pelo caminho, feito em parte à noite, e caminhou em fuga, de fevereiro a maio de 1940, em direção a Belo Horizonte.
Sobreviveu por mais de setenta anos depois de escapar do ataque da Polícia de Alagoas que dizimou parte do bando de Lampião.
Usou o nome falso de Jovina durante toda a sua vida após o cangaço, revelando seu passado à família apenas poucos anos antes de seu falecimento. 
Faleceu aos 93 anos no estado de Minas Gerais, em decorrência de um acidente vascular cerebral.